# 安田ユーシ
安田 ユーシ（やすだ ユーシ、1975年7月14日（50歳）- ）は、日本の俳優。元お笑いタレント。本名、安田 祐志（やすだ ゆうし）。岡山県出身。所属事務所はトゥインクル・コーポレーション。既婚。

## 来歴
「進ぬ!電波少年」の企画、『電波少年的超能力生活』『電波少年的地球防衛軍』にて「地球防衛軍ブラック・五択の安田」として一躍有名になる。一方で「とんがりネッシーズ」としてのコンビ活動は実質的になくなり、解散。
その後、小林賢太郎プロデュース『Paper Runner』（2004年公演）出演を機に役者へ転向。犬飼若博とのユニット「双六」としても活動する。

## 人物・エピソード
- 元相方のうに吉は「幽谷マサシ」という名義で、電波少年で安田が活躍中の屈辱の日々を書いた著書「すべる時間」でhon-nin大賞を受賞。太田出版より作家デビューを果たす。

## 出演
テレビ番組
- 進ぬ!電波少年「電波少年的地球防衛軍」
- ザ・クイズショウ（2008年）第3話、スマイリー北島のマネージャー役

舞台
- 小林賢太郎プロデュース公演#3Paper Runner（2004年）オマタ役
- 双六 録（2007年）
- ニコルソンズ第3回本公演「グッバイ・エイリアン」（2012年8月、渋谷区文化総合センター大和田・伝承ホール/ABCホール）
- しまぁ～ん共和国第3回公演「真夜中のダンシング弱虫」（2014年10月、サンモールスタジオ）
- スズキプロジェクト「BARアンラッキー」（2014年11月）
- しまぁ～ん共和国第4回公演「オタクたちの低空飛行」（2015年4月、「劇」小劇場）
- しまぁ～ん共和国第5回公演「ドメスティック初期微動」（2015年10月、「劇」小劇場）
- 舞台『モブサイコ100』（2017年1月、天王洲銀河劇場）山崎役ほか
- TOMOIKEプロデュース「追憶ベイベー！」（2022年7月、駅前劇場）